# Kamandi
Kamandi ou Kamandi: The Last Boy on Earth, est un personnage de DC Comics, créé par Jack Kirby (dessins & histoires) et Mike Royer (encres) en octobre 1972, héros de la série éponyme, de style post-apocalyptique.

## L'histoire
Kamandi est un jeune homme qui erre dans un monde post-apocalyptique. Après un évènement appelé le "Grand Désastre", les humains sont retournés au stade sauvage sur une planète dominée par des animaux intelligents...
Pendant les évènements du "Grand Désastre" (qui ne fut pas d'origine nucléaire), le Dr.Grant développa une drogue appelée Cortexin qui rendit les mammifères intelligents (gorilles, tigres, loups, rats...). Ces animaux devenus bipèdes et humanoïdes se mirent en quête de prendre le pouvoir de la Terre grâce à l'armement militaire trouvé dans les ruines de la civilisation humaine.
Kamandi est le dernier survivant du bunker "Command D" près de New York City ("Kamandi" est une abréviation de "Command D"). Élevé par son grand-père, le jeune homme a une très bonne connaissance du monde d'autrefois grâce à des archives vidéos. Lorsque son grand-père est tué par un loup, Kamandi quitte le bunker et s'aventure dehors à la recherche d'autres humains...

## Publication
(en)
- Kamandi, The Last Boy On Earth   #1-59, 1972-1978 (DC Comics)
- Kamandi: At Earth's End, 1993 (DC Comics)
- Kamandi: The Last Boy on Earth #1-10, vol 1, 2005  (DC Comics)
- Kamandi: The Last Boy on Earth #11-20, vol 2, 2007  (DC Comics)
- Wednesday Comics, 2009  (DC Comics)

## Autres média
- Le personnage de Kamandi apparaît dans la série d'animation Batman : L'Alliance des héros (voix: Mikey Kelley).
- Il apparaît également dans le court métrage d'animation  Kamandi : The Last Boy on Earth de Matt Peters (2021)

## Équipes artistiques
Mike Royer, Gerry Conway, Carmine Infantino (éditeur),  D. Bruce Berry, Joe Kubert, Paul Levitz, Dave Gibbons, Ryan Sook